# Карагаєво
Карага́єво (рос. Карагаево, башк. Ҡарағай) — село у складі Гафурійського району Башкортостану, Росія. Адміністративний центр Імендяшевської сільської ради.
Населення — 341 особа (2010; 410 в 2002).
Національний склад:
- башкири — 95%